# Plaza Macedonia
La plaza Macedonia (en macedonio: Плоштад Македонија) es la plaza principal de Skopie, la capital de Macedonia del Norte. La plaza es la más grande de ese país europeo con un total de 18 500 m².

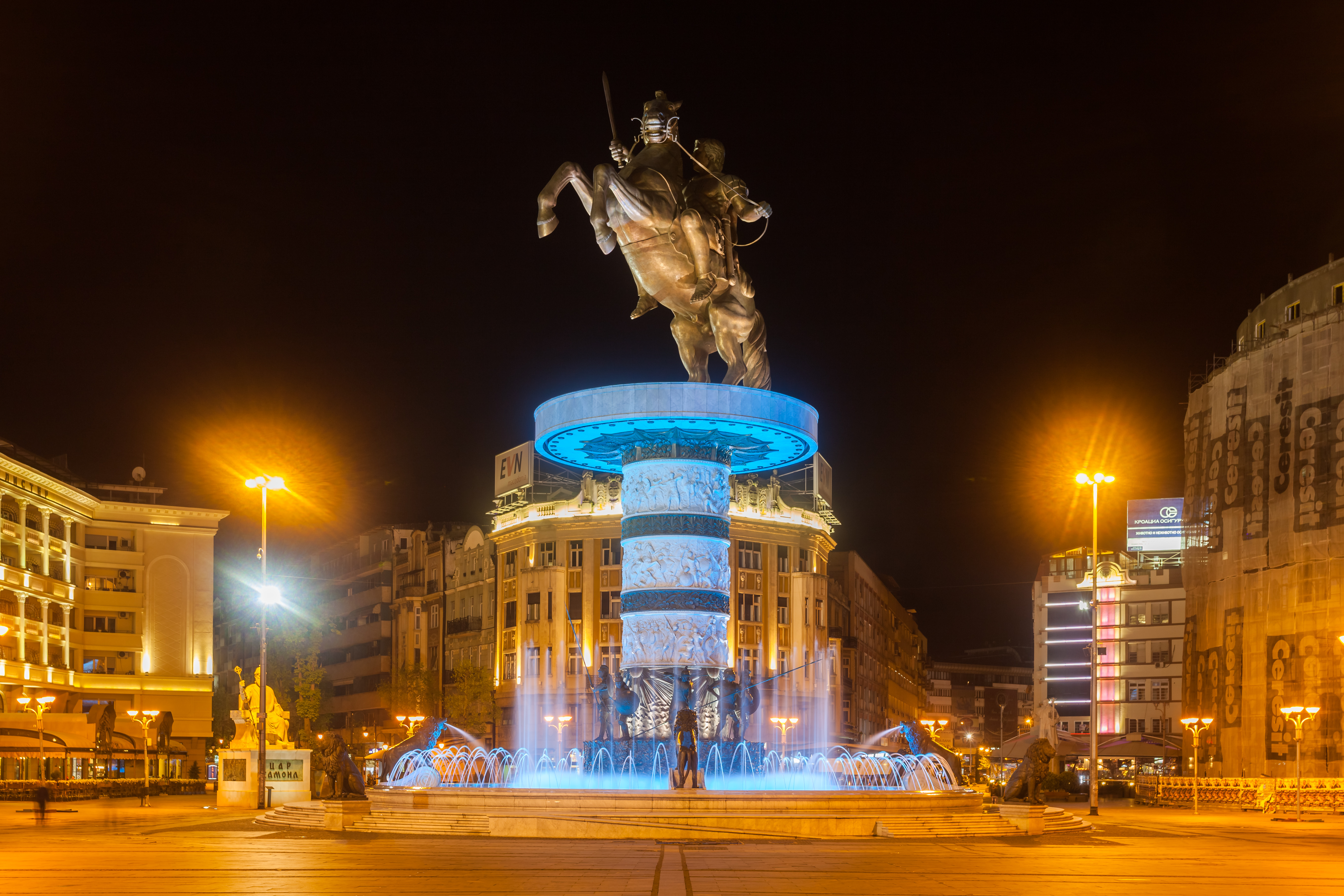
Vista nocturna.

Se encuentra en la parte central de la ciudad, que cruza el río Vardar. Las fiestas de Navidad se celebran siempre allí y normalmente sirve como lugar donde se celebran acontecimientos culturales, políticos, entre otros. La independencia de Macedonia del Norte de Yugoslavia fue declarada aquí por el primer presidente del país, Kiro Gligorov. La plaza se encuentra actualmente en fase de re-desarrollo y hay muchos nuevos edificios alrededor de la plaza que se están construyendo.